# مطثية بستانية
مطثية بستانية (الاسم العلمي:Clostridium arbusti) هي نوع من البكتيريا يتبع جنس المطثية من الفصيلة المطثاوية.